# بینارد
بینارد (انگلیسی: Binard؛ زادهٔ) دوچرخه‌سوار اهل بلژیک است.